# Hottea malangensis
Hottea malangensis är en myrtenväxtart som beskrevs av Ignatz Urban. Hottea malangensis ingår i släktet Hottea och familjen myrtenväxter. Inga underarter finns listade i Catalogue of Life.